# Folkeafstemningen om Danmarks optagelse i EF
Folkeafstemningen om Danmarks optagelse i EF var en dansk folkeafstemning, der blev afholdt 2. oktober 1972. 63,4 procent af vælgerne stemte ja til dansk medlemskab af EF, mens 36,6 procent stemte nej. Valgdeltagelsen var 90,1 procent. Valgretsalderen var på det tidspunkt 20 år, og man skulle derfor være født 2. oktober 1952 eller tidligere for at kunne stemme gyldigt ved folkeafstemningen.
Folketinget vedtog loven om Danmarks tiltrædelse af De Europæiske Fællesskaber 11. oktober, og Danmark var medlem af EF fra 1. januar 1973.
Folkeafstemningen blev afholdt, fordi der ikke var et flertal på 5/6 af Folketingets medlemmer for EF-medlemskabet, hvilket kræves ifølge Grundloven, når Danmark skal afgive suverænitet uden folkeafstemning.
Tilhængerne af et ja til EF var statsminister Jens Otto Krags Socialdemokratiet, Det Radikale Venstre, Venstre og Det Konservative Folkeparti samt store dele af erhvervslivet og fagbevægelsen. Modstanderne var venstrefløjen, herunder Socialistisk Folkeparti, samt Retsforbundet og den nyetablerede Folkebevægelsen mod EF. Der var desuden en gruppe yngre socialdemokratiske folketingsmedlemmer, der var imod. Ja-fløjens argument var bl.a., at det ville skade dansk eksport at stå uden for samarbejdet, mens nej-fløjen mente, at EF ville udvikle sig til en politisk union og at projektet var for kapitalistisk.

## Resultatet
Afstemningen den 2. oktober 1972
Valgdeltagelse 90,1%, Ja 63,4% , Nej 36,6%.
Man skulle være 20 år for at have valgret.